# Болозевка
Болозе́вка (устар. Блаже́вка, Болозувка) — река в Самборском районе Львовской области Украины. Левый приток Стрвяжа (бассейн Днестра).
Длина реки 44 км, площадь бассейна 271 км². Долина реки корытообразная, глубиной 20-40 м. Пойма заболоченная, шириной 1,5—2,5 км. Русло шириной 3—8 м, глубиной от 0,3 до 1,2 м. Уклон реки 1,6 м/км. Питание преимущественно снеговое и дождевое. Замерзает в декабре, вскрывается в середине марта. Русло на отдельных участках расширенное, в низовьях обвалованное (на протяжении 15 км). Используется для технического водоснабжения и наполнения прудов.
Берёт начало юго-западнее села Нижняя Волчья, на склонах главного европейского водораздела, у подножия горы Радыч. Течёт на восток, впадает в реку Стрвяж на западе села Луки.
Основные притоки: Болотная (левый) и Хливисько (правый).